# أندريه بونين
أندريه بونين (بالفرنسية: André Bonin)‏ هو مبارز بالسيف فرنسي، ولد في 10 مارس 1909 في غرانفيل في فرنسا، وتوفي في 7 سبتمبر 1998 في باريس في فرنسا.

## وصلات خارجية
- أندريه بونين على موقع أوليمبيديا (الإنجليزية)